# بوسوت (سرمسکا میتروویتسا)
بوسوت (به لاتین: Bosut) یک منطقهٔ مسکونی در کرواسی است که در Sremska Mitrovica Municipality واقع شده‌است. بوسوت ۲۸٫۳۹ کیلومتر مربع مساحت و ۹۷۱ نفر جمعیت دارد و ۷۸ متر بالاتر از سطح دریا واقع شده‌است.